# Ilhas Apostle

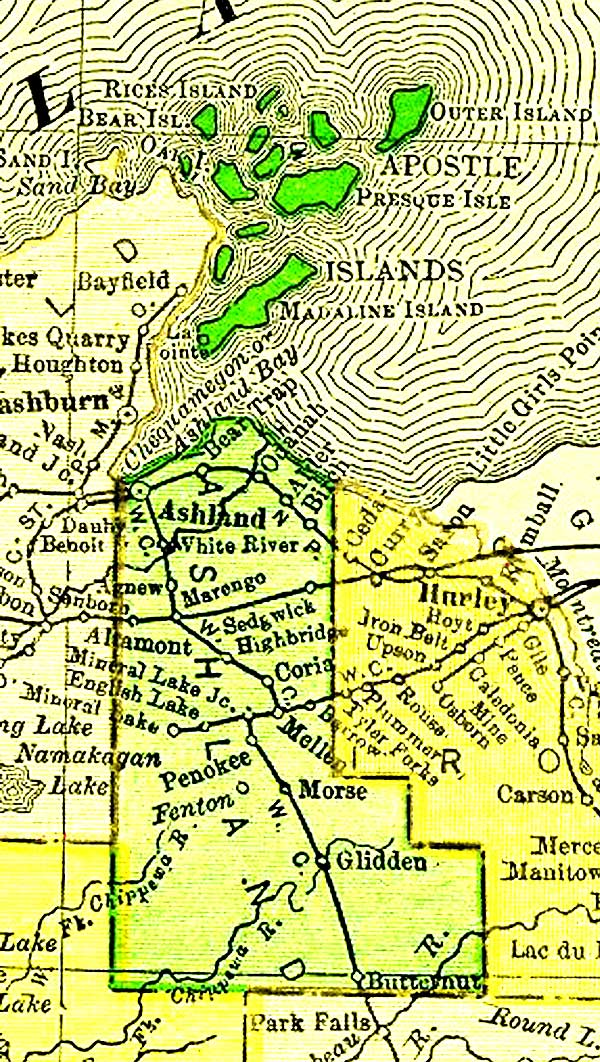
Condado de Ashland, Wisconsin, do atlas de 1895 com as ilhas Apostle a norte.

As ilhas Apostle são um grupo de 22 ilhas no Lago Superior, ao largo da Península de Bayfield no norte do Wisconsin. A maioria das ilhas estão localizadas no Condado de Ashland—apenas Sand, York, Eagle, e as Ilhas Raspberry estão localizadas no condado de Bayfield. Todas as ilhas exceto a Ilha Madeline fazem parte da área protegida denominada Apostle Islands National Lakeshore. As ilhas do condado de Ashland estão administrativamente integradas em La Pointe, exceto a ilha Long, que está em Sanborn, e as do condado de Bayfield estão em Russell e Bayfield.